# Julian Czubryt

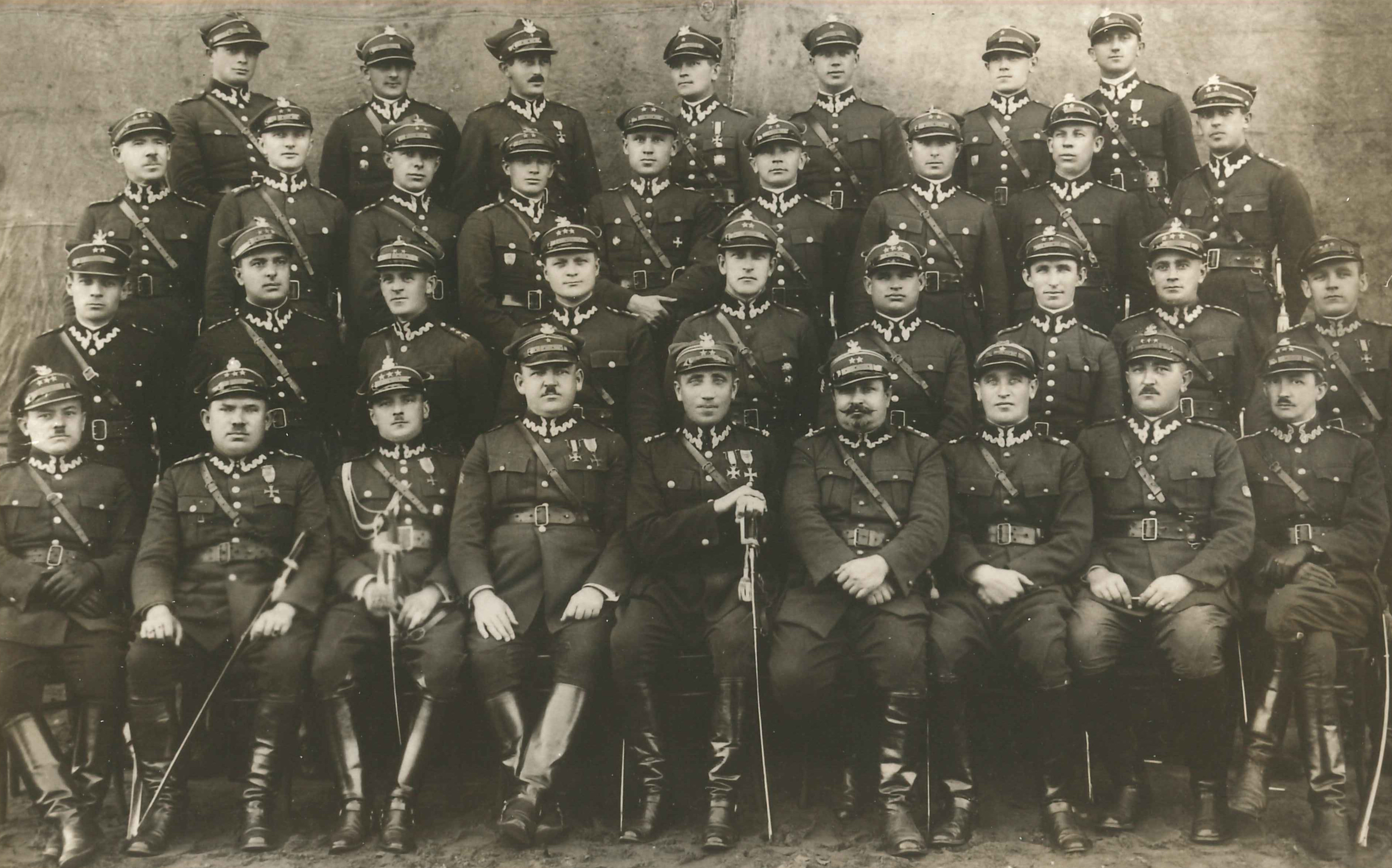
Kadra oficerska 14 pułku piechoty w II połowie 1928 roku. Od prawej siedzą: kpt. Stanisław Pietrzyk, kpt. Emil Zawisza, mjr Julian Czubryt, ppłk lek. Ewaryst Wąsowski, ppłk Ignacy Misiąg, mjr Mikołaj Świderski, kpt. Stanisław Trojan, kpt. Ludwik Wlazełko i kpt. Józef Tkaczyk.

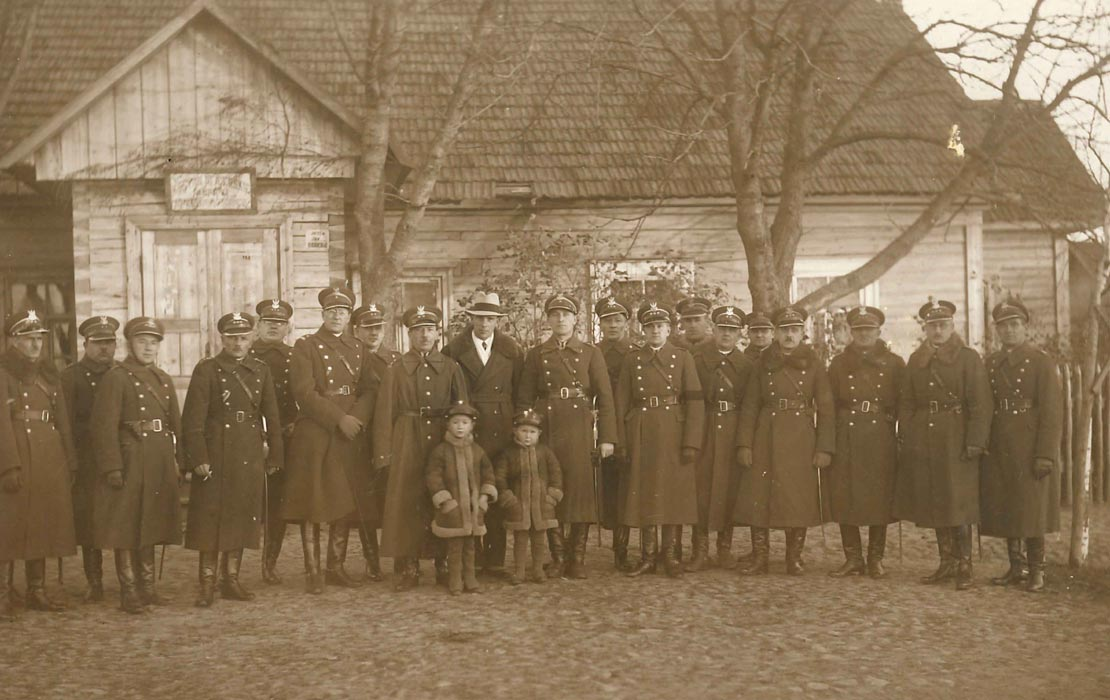
Budsław - w otoczeniu oficerów KOP w środku stoją ppłk Józef Wiatr i mjr Julian Czubryt.

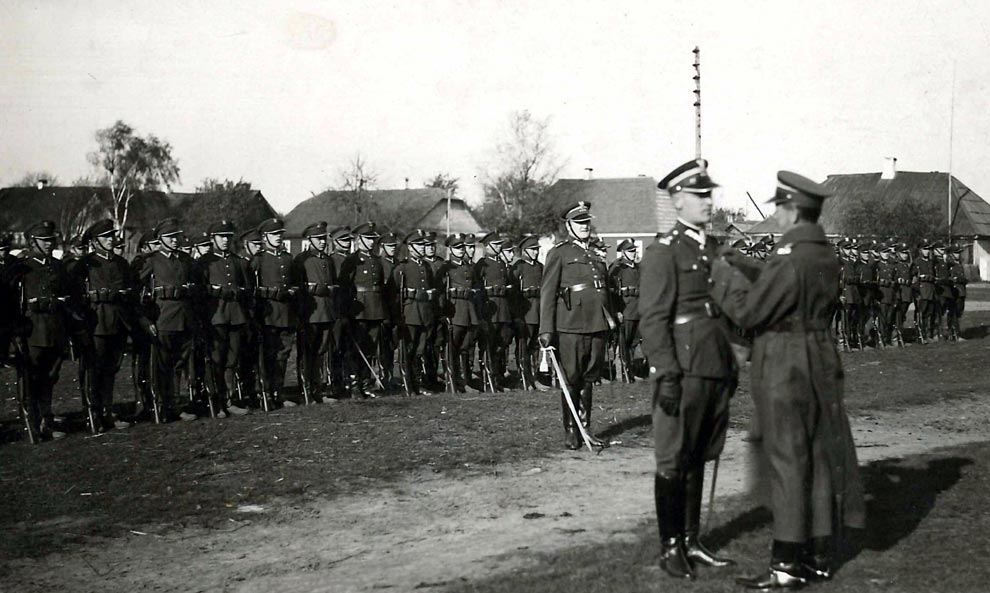
Budsław (1934) - płk Józef Wiatr dekoruje ppłk. Juliana Czubryta Złotym Krzyżem Zasługi.

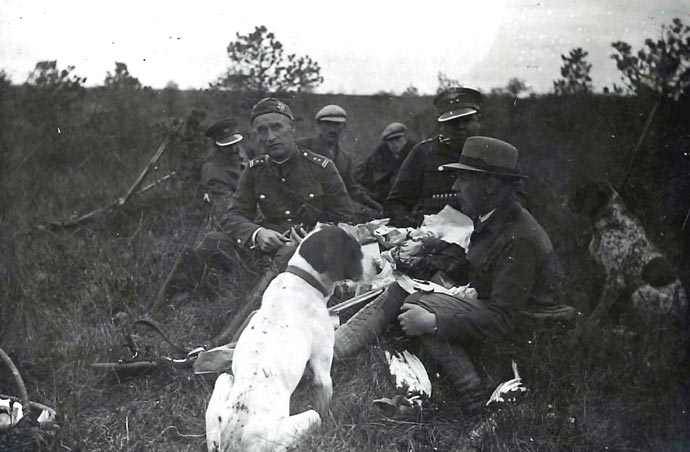
Polowanie z udziałem oficerów batalionu KOP „Budsław” (1935). W centrum zdjęcia dowódca baonu - ppłk Julian Czubryt.

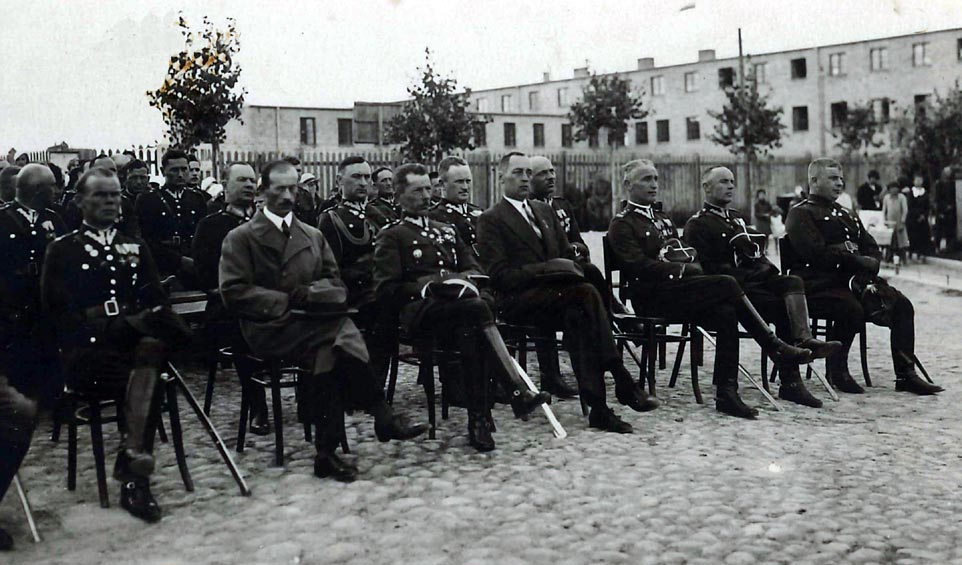
Uroczystość w 86 pp (Mołodeczno) - trzeci z prawej siedzi ppłk Julian Czubryt, piąty z prawej siedzi płk Józef Wiatr.

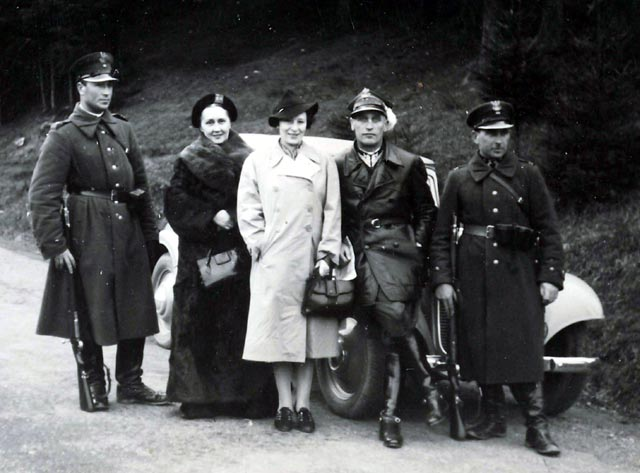
Granica polsko-słowacka (5.11.1938). Drugi z prawej stoi ppłk Julian Czubryt - dowódca 3 pułku strzelców podhalańskich.

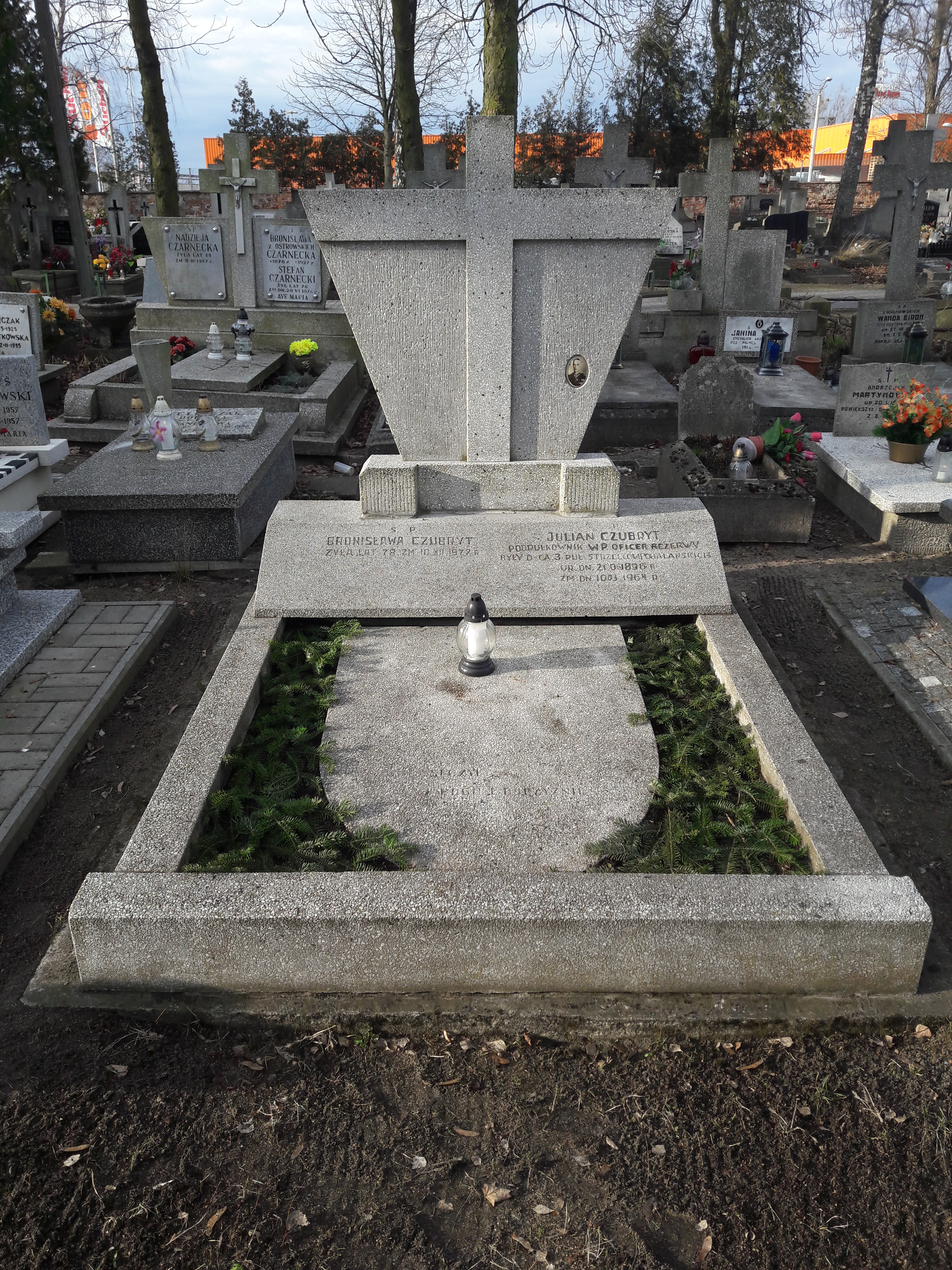
Grób ppłk. Juliana Czubryta na Cmentarzu Komunalnym we Włocławku.

Julian Czubryt (ur. 21 maja 1896 w Cieszanowie, zm. 10 marca 1964 we Włocławku) – podpułkownik piechoty Wojska Polskiego, kawaler Krzyża Srebrnego Orderu Wojennego Virtuti Militari.

## Życiorys
Syn Jana i Pauliny z domu Kopf. W latach 1906–1913 ukończył szkołę powszechną w rodzinnym Cieszanowie i gimnazjum (z maturą) w Jarosławiu. W roku 1913 zapisał się na Wydział Prawa Uniwersytetu Lwowskiego. Z chwilą wybuchu I wojny światowej przerwał studia i wstąpił do formowanego Legionu Wschodniego. 28 września 1914 r., po rozwiązaniu Legionu Wschodniego, został wcielony do armii Austro-Węgier. 1 sierpnia 1916 r. został mianowany podporucznikiem rezerwy piechoty. Jego oddziałem macierzystym był c. i k. 90 pułk piechoty.
Dekretem Naczelnego Wodza Wojsk Polskich, jako oficer byłej armii austro-węgierskiej, został przyjęty do Wojska Polskiego z dniem 1 listopada 1918 r., z zatwierdzeniem posiadanego stopnia podporucznika oraz zaliczeniem do 1 Rezerwy (z powołaniem do służby czynnej na czas aż do demobilizacji). Z tym samym dniem, rozkazem Naczelnego Dowództwa Wojsk Polskich, otrzymał przydział służbowy do 14 pułku piechoty w Jarosławiu. W stopniu podporucznika wyruszył walczyć o niepodległość Polski. Brał udział w wojnie polsko-ukraińskiej i wojnie polsko-bolszewickiej. W dniu 27 grudnia 1918 r. dowodził oddziałem biorącym udział w bitwie o Lubaczów, której wynik miał duży wpływ na dalszy przebieg walk polsko-ukraińskich na tym terenie. W czerwcu 1920 roku dowodził 9 kompanią III batalionu 14 pułku piechoty. Na mocy dekretu Naczelnego Wodza Wojska Polskiego z dnia 19 sierpnia 1920 r. został zatwierdzony z dniem 1 kwietnia 1920 roku w stopniu kapitana w piechocie. Za udział w walkach odznaczony został (już jako kapitan) Krzyżem Walecznych – nadanym Rozkazem Nr 1 Dowództwa 3 Armii z dnia 5 stycznia 1921 r. Za obronę Przemyśla i Ziemi Przemyskiej otrzymał odznakę „Gwiazda Przemyśla”. W okresie od 1 maja do 23 lipca 1921 roku kapitan Czubryt uczestniczył w kursie oficerskim dowódców kompanii w Głównym Centrum Wyszkolenia w Rembertowie, który ukończył z ogólnym wynikiem dobrym.
Od roku 1918 do lipca 1929 r. pełnił służbę w 14 pułku piechoty, dyslokowanym (po zakończeniu działań wojennych) do Włocławka, w którym najpierw zajmował stanowisko dowódcy kompanii, a następnie dowódcy I batalionu.
Dekretem Naczelnika Państwa i Wodza Naczelnego z dnia 3 maja 1922 r. (dekret L. 19400/O.V.) został zweryfikowany w stopniu kapitana, ze starszeństwem z dniem 1 czerwca 1919 r. i 604. lokatą w korpusie oficerów piechoty. W roku 1923 zajmował 534. lokatę wśród kapitanów piechoty. 17 grudnia 1924 r. został ogłoszony awans Juliana Czubryta na stopień majora (ze starszeństwem z dniem 15 sierpnia 1924 r. i 191. lokatą w korpusie oficerów piechoty). Z dniem 21 września 1926 r. został przeniesiony służbowo na 8-my normalny trzymiesięczny kurs oficerów sztabowych do Centralnej Szkoły Strzelniczej w Toruniu, który ukończył w dniu 18 grudnia tegoż roku. Za dowodzenie I batalionem 14 pp został pozytywnie oceniony przez gen. dyw. Władysława Junga podczas inspekcji pułku, przeprowadzonej w dniach 3 – 4 lutego 1927 r.. W roku 1928 zajmował 170. lokatę wśród majorów piechoty w swoim starszeństwie. Przez generała Junga opiniowany był również w 1928 roku i uznany za taktycznie bardzo dobrego (opinia z dnia 22 marca 1928 r. i opinia z dnia 30 czerwca 1928 r. – wystawiona po ćwiczeniach aplikacyjnych 4 DP w terenie) oraz za wybitnego oficera, najlepszego w dywizji dowódcę batalionu.
Zarządzeniem Ministra Spraw Wojskowych z 6 lipca 1929 r. major Czubryt został przeniesiony (w korpusie oficerów piechoty) z 14 pp do Korpusu Ochrony Pogranicza, na stanowisko dowódcy batalionu, z równoczesnym przeniesieniem macierzyście do kadry oficerów piechoty. W trakcie służby w Korpusie Ochrony Pogranicza zajmował, w okresie od 19 sierpnia 1929 r. do 18 kwietnia 1935 r., stanowisko dowódcy batalionu „Budsław”. W roku 1930 na liście starszeństwa oficerów piechoty zajmował 189. lokatę łączną wśród majorów (była to jednocześnie 114. lokata w starszeństwie). W roku 1932 była to już 85. lokata w swoim starszeństwie, a na dzień 1 lipca 1933 roku – 78. lokata w starszeństwie (108. lokata łączna wśród majorów piechoty).
Awansowany do rangi podpułkownika został ze starszeństwem z dniem 1 stycznia 1934 r. i 5. lokatą w korpusie oficerów piechoty. Za pracę w dziele odzyskania niepodległości, Prezydent Rzeczypospolitej odznaczył w dniu 19 marca 1934 r. ppłk. Juliana Czubryta Medalem Niepodległości. Zarządzeniem Prezydenta Rzeczypospolitej Polskiej z dnia 14 października 1934 r. został odznaczony Złotym Krzyżem Zasługi – za zasługi w służbie ochrony pogranicza. Minister Spraw Wojskowych zarządzeniem opublikowanym w dniu 18 kwietnia 1935 r. przeniósł ppłk. Czubryta z KOP-u do 86 pułku piechoty z Mołodeczna, na stanowisko zastępcy dowódcy pułku. Na dzień 5 czerwca 1935 roku zajmował 239. lokatę łączną na liście starszeństwa podpułkowników piechoty (była to 5. lokata w starszeństwie). Zastępcą dowódcy 86 pp był do maja 1938 roku, kiedy to objął dowództwo 3 pułku strzelców podhalańskich, na którego czele wyruszył na wrześniowe szlaki w składzie 21 Dywizji Piechoty Górskiej. Za początkowy okres dowodzenia 3 psp został pozytywnie oceniony przez gen. dyw. Leona Berbeckiego (opinia z 28 października 1938 r.). Na dzień 23 marca 1939 roku zajmował nadal 5. lokatę wśród podpułkowników piechoty w swoim starszeństwie.

## Kampania wrześniowa
3 pułk strzelców podhalańskich zmobilizowany został w ramach mobilizacji alarmowej w dniach od 24 do 26 sierpnia (a jego III batalion – w dniach od 25 do 29 sierpnia). Zadaniem pułku była obrona stała głównej pozycji dywizji (21 DPG), która otaczała Bielsko półkolem. Ppłk Czubryt był dowódcą pozycji „Bielsko”, a podlegała mu również położona dalej pozycja pod Dziedzicami. Jako dowodzący odcinkiem głównej pozycji „Dziedzice – Bielsko” miał pod swoimi rozkazami również batalion Obrony Narodowej „Bielsko”. Dowodził pułkiem na całym jego szlaku bojowym od Bielska po Lubelszczyznę. Między 4 a 5 września walczył na linii Skawina – Krzywaczka z oddziałami niemieckiego XVII Korpusu . Po utracie Bochni (6 września) uformował przemieszane oddziały w kolumnę i poprowadził je w kierunku Woli Radłowskiej. Wieczorem 7 września objął dowództwo (wraz z mjr. Ludwikiem Bałosem) nad odciętymi po zachodniej stronie Dunajca oddziałami Grupy Operacyjnej „Boruta"” (odcięte oddziały stanowiły około 2/3 sił tej grupy operacyjnej). Po zaciętej i krwawej bitwie (poległo w niej ponad 250 polskich żołnierzy) Polacy zdobyli 8 września Biskupice Radłowskie, a następnie (wobec osiągnięcia zamierzonego celu) zaprzestali walki i wycofali się w kierunku brodów, przez które uprzednio przeprawiły się własne tabory i artyleria. Bitwa ta pozwoliła polskim wojskom wyrwać się z okrążenia i kontynuować odwrót za linię Sanu . Po bitwie 3 psp przekroczył Dunajec w dużej odległości od głównych sił 21 DPG i do swej macierzystej dywizji już nigdy nie dołączył. W tej sytuacji stworzono osobne zgrupowanie pułku, którym dowodził ppłk Czubryt. Zgrupowanie to podjęło marsz w kierunku na Tarnobrzeg, przechodząc w dniach od 9 do 13 września przez Stalową Wolę, Nisko, Rozwodów, Frampol, Biłgoraj i dochodząc wieczorem 14 września do Księżpola. W tym samym dniu do zgrupowania dołączył oddział nadwyżek, który przyprowadził por. Stefan Byczyk, co pozwoliło podnieść stany osobowe kompanii. W kolejnych dniach do zgrupowania 3 psp dołączyły tabory i kuchnie polowe oraz podporządkowano mu I batalion 54 pułku piechoty. Tym samym podpułkownik Czubyt został dowódcą, który w toku dotychczasowych walk nie dość, że nie stracił swego wojska, to jeszcze zdołał przekroczyć stany pułku. W dniach od 14 do 16 września zgrupowanie 3 pułku strzelców podhalańskich ubezpieczało przejścia przez Tanew na kierunku Tarnobrzeg – Biłgoraj. W tym czasie resztki 3 pułku strzelców podhalańskich dowodzone przez ppłk. Czubryta stoczyły w dniu 15 września zwycięską potyczkę pod Księżpolem z oddziałem wydzielonym niemieckiej 28 DP, przechodząc potem pod rozkazy dowódcy Krakowskiej Brygady Kawalerii gen. bryg. Zygmunta Piaseckiego. Dzień później, po śmierci gen. Józefa Kustronia, nastąpił kres istnienia 21 Dywizji Piechoty Górskiej jako jednostki taktycznej. Pozostałości 3 pułku strzelców podhalańskich zostały wówczas przyłączone do 55 Dywizji Piechoty Rezerwowej płk. Stanisława Kalabińskiego. Wieczorem dnia 16 września zgrupowanie 3 psp otrzymało rozkaz do odwrotu i po zluzowaniu przez 201 pułk piechoty rez. opuściło swoje pozycje, rozpoczynając marsz do Terespola, do którego dotarło w południe dnia 17 września. Nocą z 18 na 19 września opuszczono zajmowane stanowiska i pomaszerowano w kierunku Łuszczacza, gdzie zgrupowanie, mające już mocno uszczuplone stany osobowe, otrzymało rozkaz do natarcia. Zdążył jeszcze ppłk. Julian Czubryt poprowadzić resztki swojego pułku do natarcia pod Łuszczaczem (w godzinach dopołudniowych dnia 19 września), które jednakże utknęło pod silnym ogniem niemieckiej broni maszynowej. Po całodziennych walkach okupionych ciężkimi stratami w zabitych i rannych, zgrupowanie 3 psp nie zdoławszy przebić się przez pierścień wroga, wycofało się do miejsca postoju dowództwa 55 DP Rez. (w pobliżu miejscowości Zielone). Tutaj, w okolicach Tomaszowa Lubelskiego, oddziały polskie uległy rozproszeniu . Podpułkownik Czubryt (znajdował się wówczas przy pozostałościach II batalionu), po otrzymaniu rozkazu zaprzestania walki i rozwiązaniu pułku, dostał się w dniu 20 września 1939 r. w rejonie Narola do niewoli niemieckiej, którą spędził początkowo w oflagu XI B Braunschweig (nr jeniecki: 24), a następnie w oflagu II C Woldenberg.
Za czyny wybitnego męstwa podczas kampanii wrześniowej, w dniu 11 listopada 1948 roku odznaczony został Krzyżem Srebrnym Orderu Wojennego Virtuti Militari przez władze Rządu Rzeczypospolitej Polskiej na uchodźstwie (Dziennik Personalny PSZ nr 6/48).

## Okres powojenny
Po powrocie z niewoli nie wstąpił do ludowego Wojska Polskiego i przeszedł do rezerwy. W latach 1945 – 46 pracował na stanowisku kierownika administracyjnego w Spółdzielni Rolniczo-Handlowej w Sokołowie Podlaskim, a w latach 1947 – 48 był kierownikiem oddziału powiatowego Polskiego Czerwonego Krzyża w Wejherowie. Następnie powrócił do Włocławka i w latach 1949–1960 był kierownikiem zaopatrzenia we Włocławskiej Fabryce Mebli. W tym okresie mieszkał wraz z żoną w domu przy ulicy Obrońców Stalingradu nr 20 (obecnie ulica Królewiecka). W roku 1960 przeszedł na emeryturę. Zmarł we Włocławku dnia 10 marca 1964 r. i pochowany został z honorami wojskowymi na tamtejszym cmentarzu.

## Rodzina
W dniu 2 lutego 1924 r. w kościele parafialnym pw. św. Jana kapitan Julian Czubryt wziął ślub z Bronisławą Brygidą Czarnecką (ur. 8.10.1894 r., zm. 16.12.1972 r.) - odznaczoną w dniu 27 czerwca 1938 r., przez Prezydenta RP Ignacego Mościckiego, Medalem Niepodległości (Monitor Polski nr 177 z 5 sierpnia 1938 r., poz. 323), córką Józefa i Stefanii z Woszczewskich. Sakramentu małżeństwa udzielił im kapelan 14 pp - ks. kpt. Stanisław Murasik. Z ich związku narodziło się dwóch synów: Jan Józef (ur. 20.12.1925 r.) – inżynier chemik i Antoni (ur. 12.6.1927 r.) – inżynier mechanik. Podpułkownik Julian Czubryt spoczywa wraz z żoną we wspólnym grobie na włocławskim Cmentarzu Komunalnym – sektor 22, rząd 1, grób 21.

## Awanse
- podporucznik – starszeństwo z dniem 1 sierpnia 1916 r.[46] (zatwierdzony w tym stopniu dekretem z dnia 19 lutego 1919 r., opublikowanym w dniu 8 marca 1919 r.)[3]
- porucznik – 1918 r.
- kapitan – starszeństwo z dniem 1 czerwca 1919 r. i 604. lokatą w korpusie oficerów piechoty (zweryfikowany w tym stopniu dekretem z dnia 3 maja 1922 r., opublikowanym w dniu 8 czerwca 1922 r.)[12]
- major – starszeństwo z dniem 15 sierpnia 1924 r. i 191. lokatą w korpusie oficerów piechoty[14]
- podpułkownik – starszeństwo z dniem 1 stycznia 1934 r. i 5. lokatą w korpusie oficerów piechoty[27]

## Ordery i odznaczenia
- Krzyż Srebrny Orderu Wojennego Virtuti Militari nr krzyża 12779[47]
- Krzyż Walecznych[11][48]
- Medal Niepodległości[28][49]
- Złoty Krzyż Zasługi[29][49]
- Medal Pamiątkowy za Wojnę 1918–1921[50]
- Medal Dziesięciolecia Odzyskanej Niepodległości[50]
- Srebrny Medal za Długoletnią Służbę[50]
- Brązowy Medal za Długoletnią Służbę[50]
- Gwiazda Przemyśla[51]
- Odznaka pamiątkowa Korpusu Ochrony Pogranicza „Za Służbę Graniczną”[52]
- Odznaka pamiątkowa Federacji Polskich Związków Obrońców Ojczyzny
- Srebrny Medal Waleczności 1 klasy[53]
- Srebrny Medal Waleczności 2 klasy[53]
- Krzyż Wojskowy Karola[53]